# Saison 10 de Sœur Thérèse.com
Chronologie
Saison 9
Cet article présente diverses informations sur la dixième saison de la série télévisée française Sœur Thérèse.com.

## Distribution
- Dominique Lavanant : Sœur Thérèse
- Martin Lamotte : Gérard Bonaventure
- Édith Scob : La Mère supérieure
- Taïra Borée : Sœur Marie-Myriam
- Gérard Caillaud : Commandant Mazeau
- Maria Ducceschi : Sœur Suzanne
- Guillaume Delorme : Brice Malory
- Ariane Séguillon : Lucie

## Épisode 1:Sur le chemin de la vérité
- France : lundi 16 mai 2011 sur TF1

- Hubert Benhamdine (Brigadier Morvan)
- Vincent Solignac (Timothée)
- Didier Brice (Père André)
- Jean-Pierre Malignon (Riochant)
- Jean-Pierre Durand (Régis)
- Samuel Cahu (Franck)
- Pascal Vannson (Baudin)
- Philippe Leroy (Notaire)
- Géraude Ayeva-Derman (Gendarmette Leïla)
- Claire-Lise Lecerf (Sylvette Baudin)